# Leucophlebia caecilie
Leucophlebia caecilie es una polilla de la familia Sphingidae. Vuela en Camerún, Sudán, Sudán del Sur, República Centroafricana, Nigeria, y República Democrática del Congo.